# 林業高等学校
林業高等学校（りんぎょうこうとうがっこう）とは、主に林業についての専門技術や知識を習得するために、林業系の農業に関する学科（林業科）が設置されている高等学校。農業高等学校の一種とされることもある。
林業系の学科は農業に関する学科の一種であり、主に農業高等学校や農林高等学校に設置されている。
単独で職業高等学校を構成することは少ない。
学校の名称に「林業高等学校」の語が含まれているのは、現在の日本では静岡県立天竜林業高等学校の1校だけであったが2014年3月31日をもって閉校したため存在しない。その他に奈良県立吉野高等学校の前身の1校が奈良県立吉野林業高等学校を称していた。また、林工高等学校（りんこうこうとうがっこう）も大分県立日田林工高等学校の1校だけである。「林業高等学校」と同様に山林高等学校（さんりんこうとうがっこう）がかつて存在した。「山林高等学校」という名を持っていたのは、全国で唯一長野県木曽山林高等学校の1校だけであったが2009年3月31日をもって閉校した。現在は、長野県木曽青峰高等学校が存在する。

## 主な設置学科
多くの林業高等学校で設置されている学科には、次のようなものがある。
- 林業科
- 林業緑地科
- 森林科学科
- 森林環境科
- 林産科
- 林産工芸科
- 緑地工学科
- 緑地環境科
- 緑地創造科
- グリーン環境科

- 職業高等学校
  - 農林高等学校
  - 農業高等学校
  - 工業高等学校
- 山林学校
- 林業
- 農業 (教科)
- 農業に関する学科